# برنار كوين
برنار كوين (بالإنجليزية: Bernard Cohen (physicist))‏ (و. 1924 – 2012 م) هو فيزيائي، وعالم نووي من الولايات المتحدة الأمريكية . ولد في بيتسبرغ، بنسيلفانيا .
وكان عضواً في الأكاديمية الوطنية للهندسة .

## مناصب وهيئات
أدار جامعة بيتسبرغ.

## جوائز
حصل على جوائز منها:
- Tom W. Bonner Prize in Nuclear Physics (1981).